# Gyöngyi Rózsavölgyi

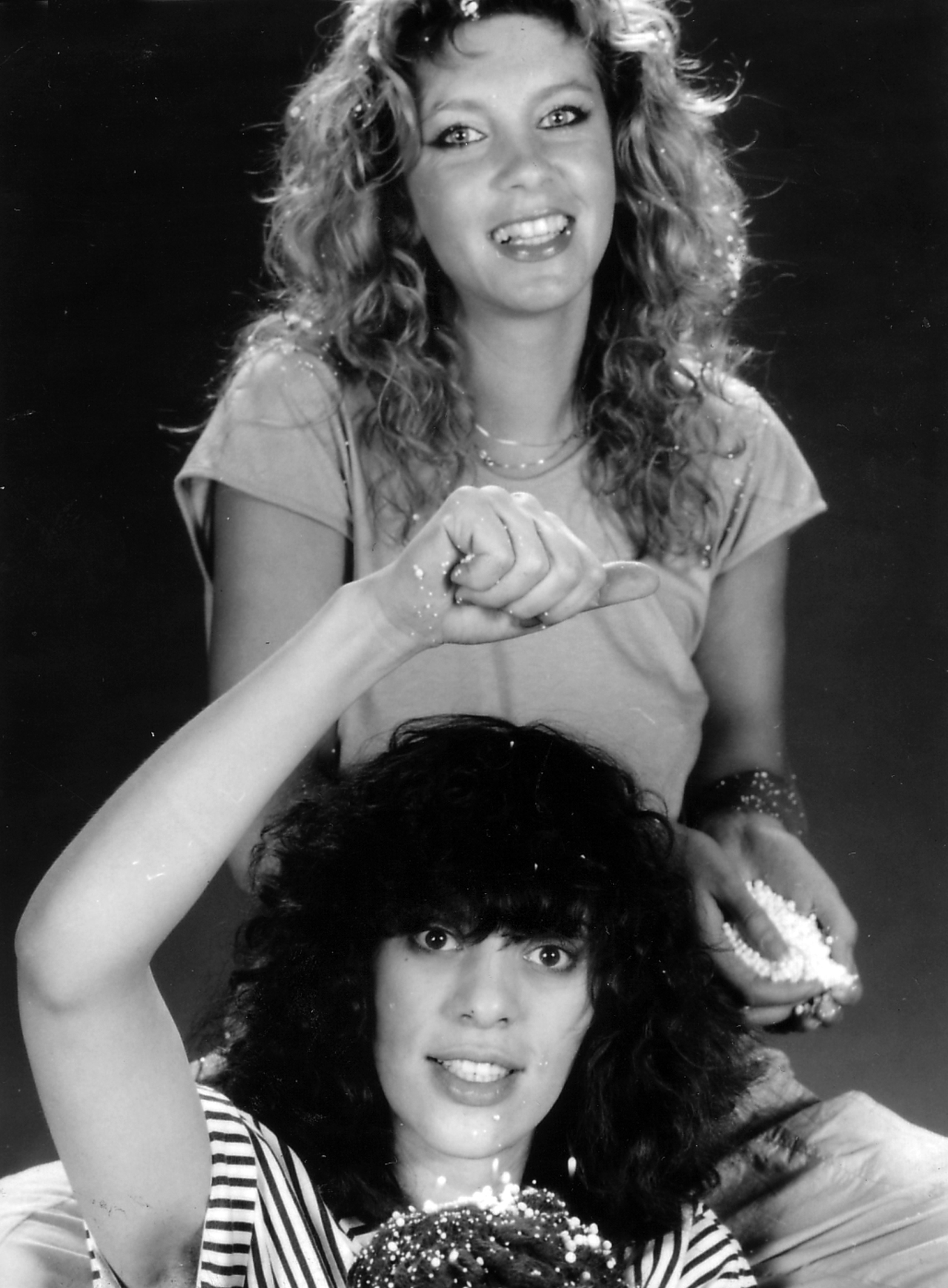
Gyöngyi Rózsavölgyi a Zsuzsanna Gaálová

Gyöngyi Rózsavölgyi (29. září 1953, Budapešť – 23. ledna 2025) byla maďarská fotografka, fotoreportérka, fotoeditorka, redaktorka a novinářka.

## Životopis
Vystudovala střední školu Kölcsey Ferenc Gimnáziumban v Budapešti, poté absolvovala kurz fotožurnalistiky na MÚOSZ. Během středoškolských let fotografovala životy svých spolužáků. S povoláním tedy začala jako studentka.
Pracovala v sekci pro mládež Népszabadság, časopisu Ifjúsági Magazin a týdeníku Magyar Ifjúság, kde její fotografie vycházely i na titulní straně.
V roce 1974 absolvovala fotografickou školu a poté pracovala v Lapkiadó Vállalat až do zavření nakladatelství.
Jejím prvním zaměstnáním byl časopis Ez a Divat. Její mentoři byli fotografové: József Tóth (Füles) a Gábor Módos, Tamás Féner a Zoltán Szalay. Spolupracovala se světoznámým francouzským fotoreportérem Sylvainem Julienem. Čtyři roky pracovala v módním časopise. Později byla fotoeditorkou a fotografkou v novinách Gabi-Mami.
Byla fotoreportérkou týdeníku Képes 7 a od roku 1990 fotoreportérkou deníku Kurír. Noviny ji během války v Perském zálivu poslaly do Jordánska a Kuvajtu, odkud denně podávala zprávy z uprchlických táborů. Tyto snímky byly zařazeny na výstavu Červeného kříže. Po letech v Kuríru pokračovala ve své práci fotoeditorky Rodinných novin.
Pracovala na volné noze pro několik novin a její práce se objevily v publikacích (Elite, Bonton, Burda, Évszakok, Tina, Kiskegyed, BEAUTY, Nők Lapja, Népszava, Privát Profi, Hole in One, Polip, Reform, Három Kivánság, PM, Képes Újság, Bravo). Dělala billboardy a brožury pro banky, velké společnosti a Hungexpo.
Během této doby vytvořila ilustrace ke knize World-Conquering Puppets, spolu s několika slavnými kolegy fotografy kniha získala hlavní cenu Mezinárodního knižního veletrhu.
Při řešení výzev nových fotografických technik pokračovala ve vzdělávání a stala se počítačovou editorkou a editorkou publikací. Při své práci se zaměřila na témata módy, reklamy a fotožurnalistiky.

## Rodina
Její otec je architekt Béla Rózsavölgyi a matka, ekonomka a statistka, Lívia Szendrei. Její pěstoun dr. Gyula Metzger je ekonom členem Maďarské akademie věd. Její syn András Lakatos je filmový a televizní režisér.
Gyöngyi Rózsavölgyi zemřela 23. ledna 2025 ve věku 71 let.

## Galerie

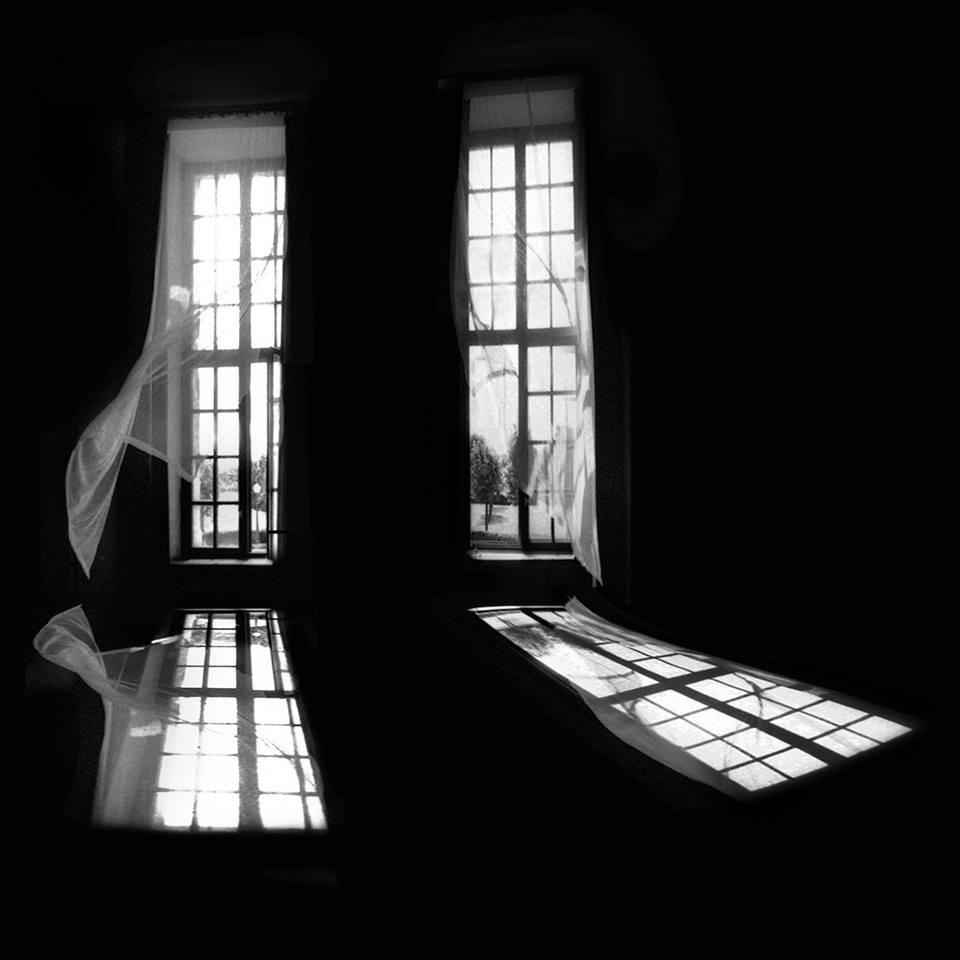
Ranní vítr
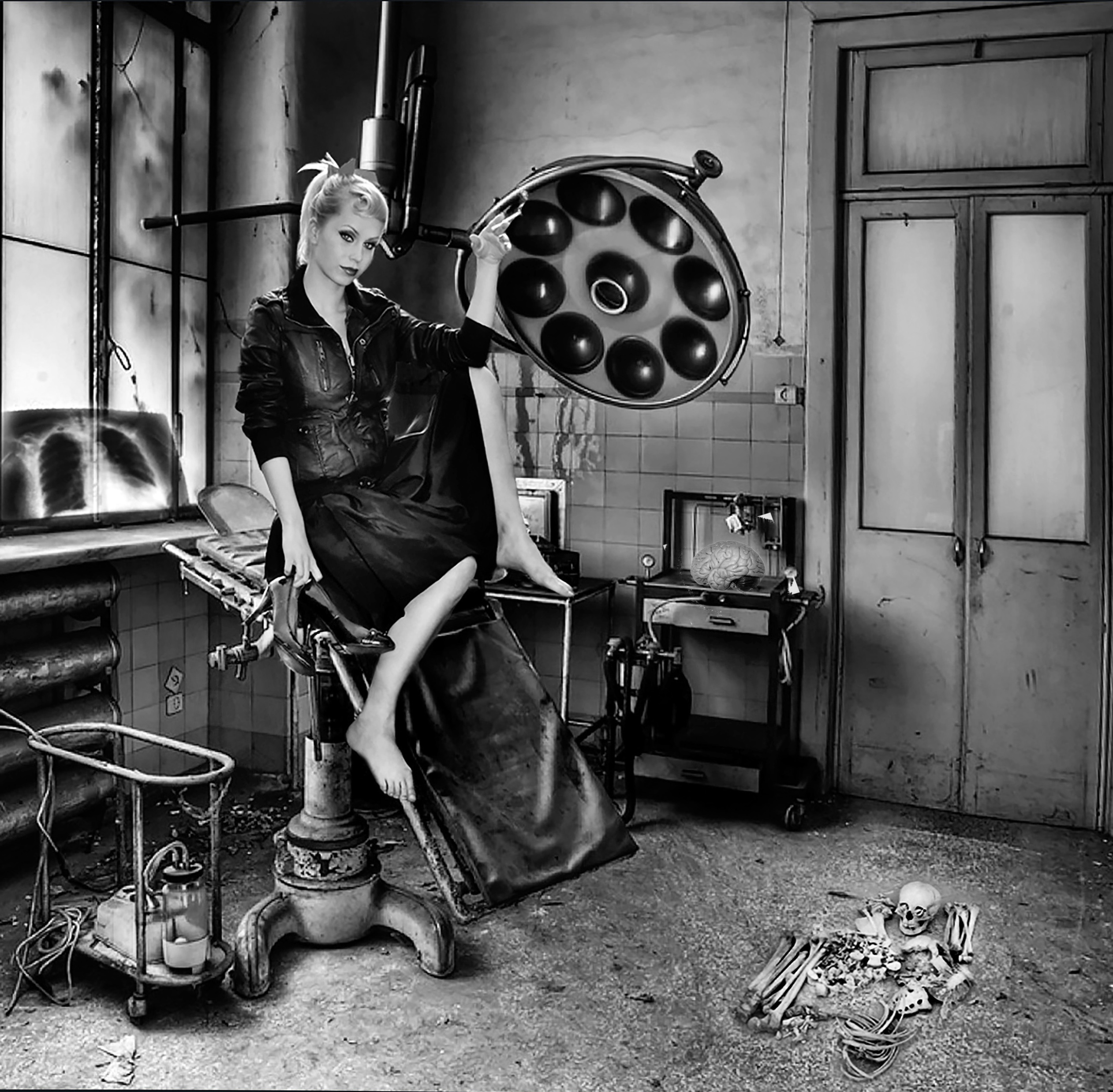
Kérem a következőt!
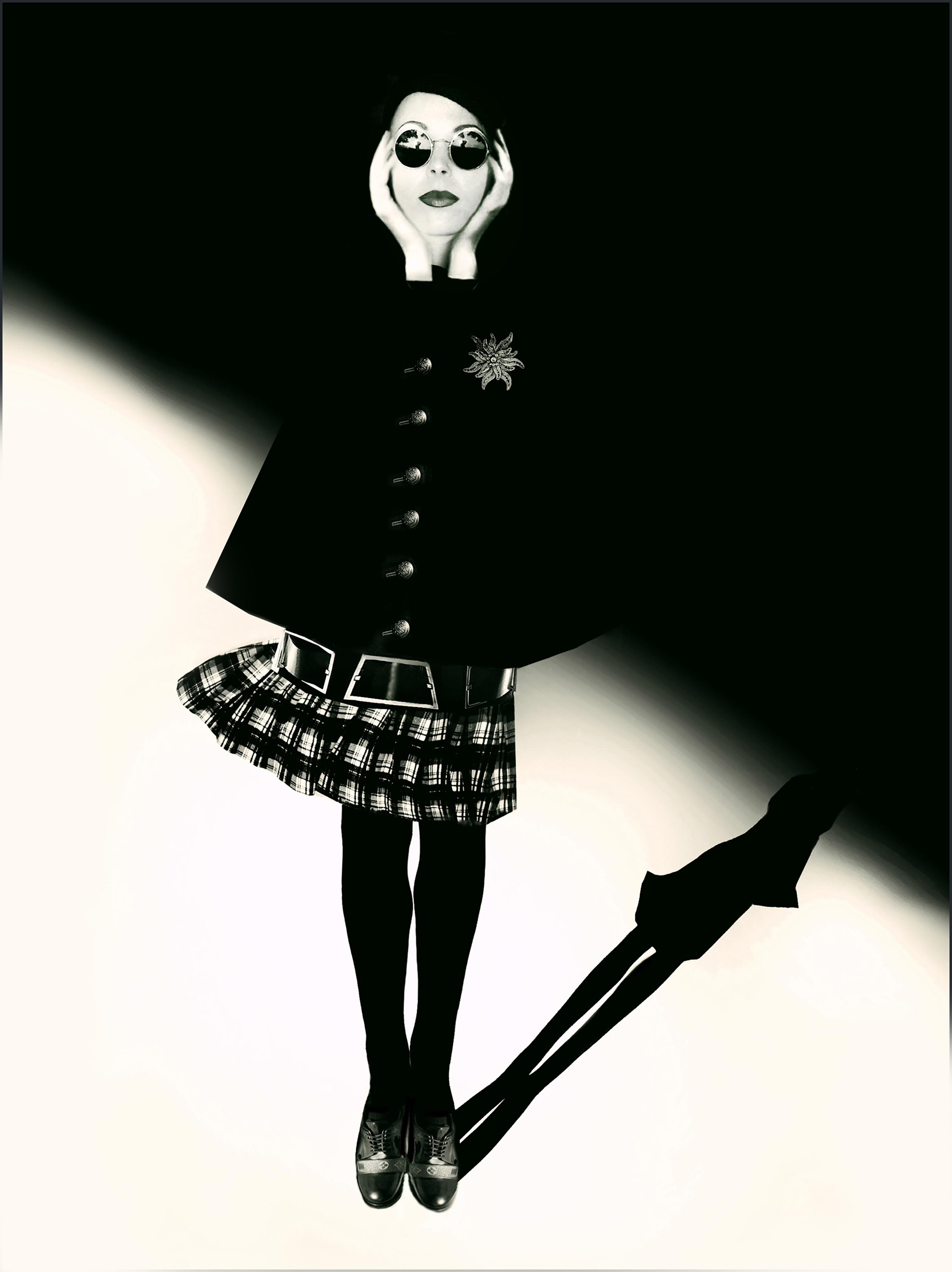
Árnyék és fény
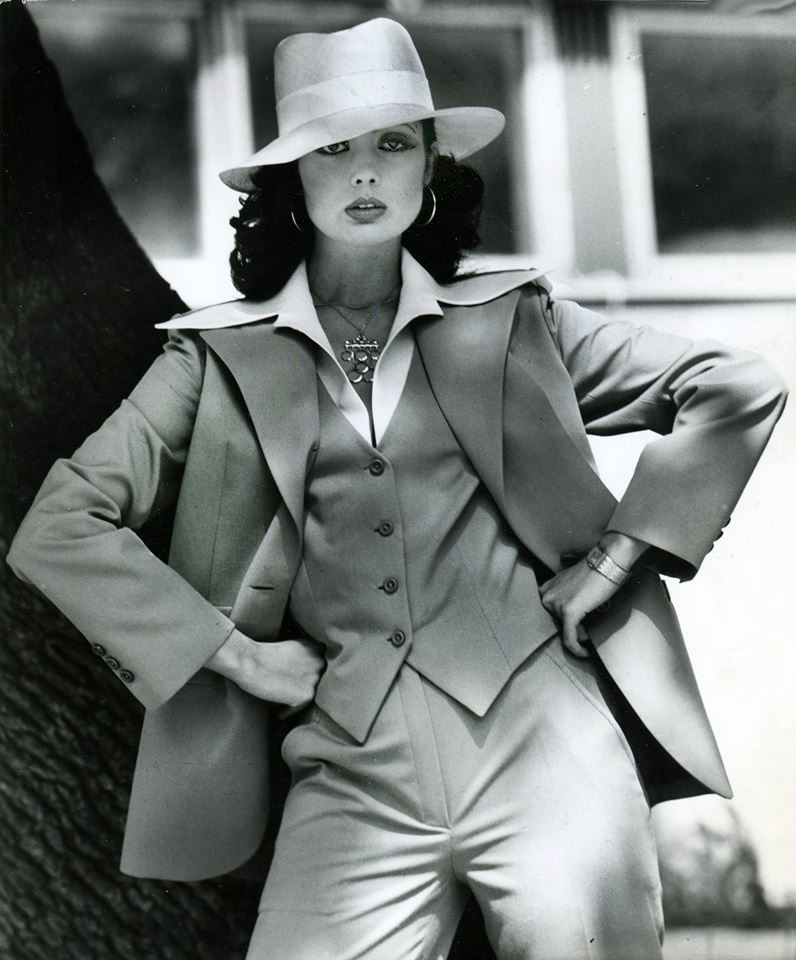
Tálas Kati
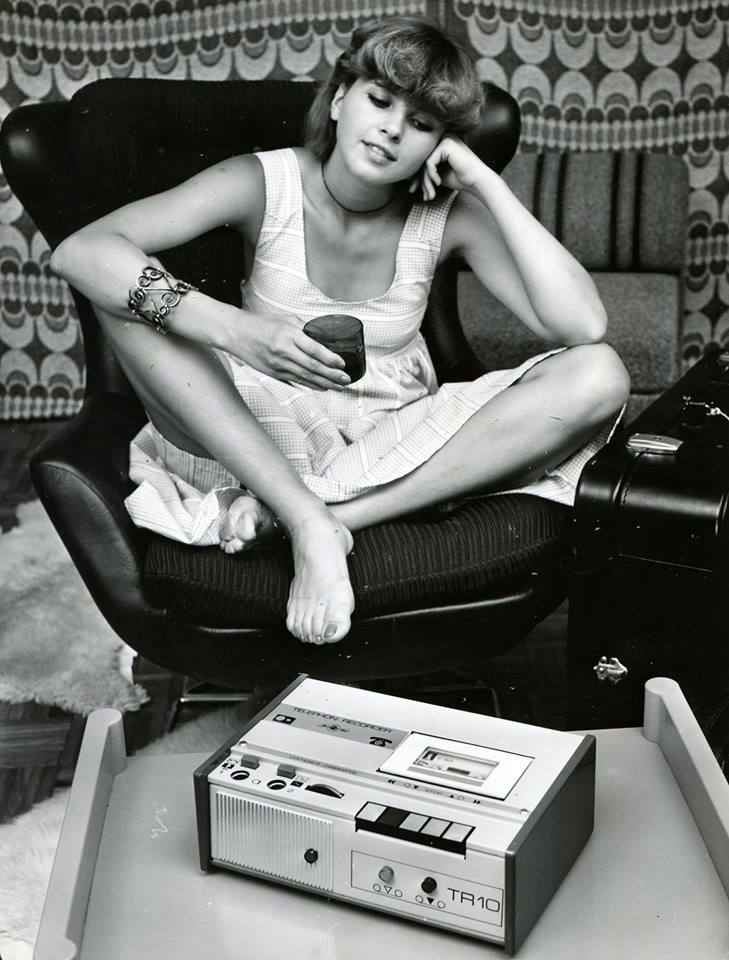
Vadász Éva
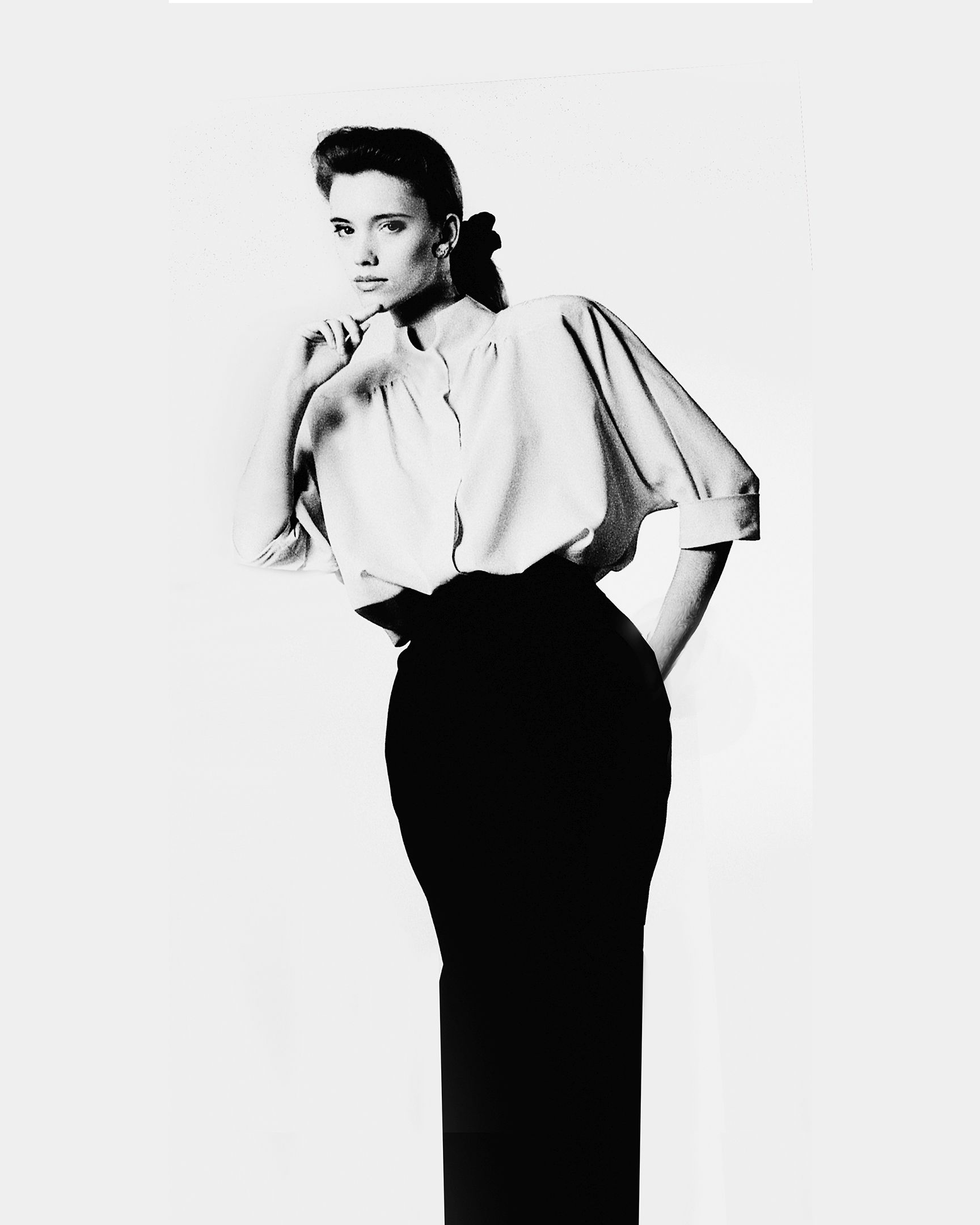
Liebhaber Judit
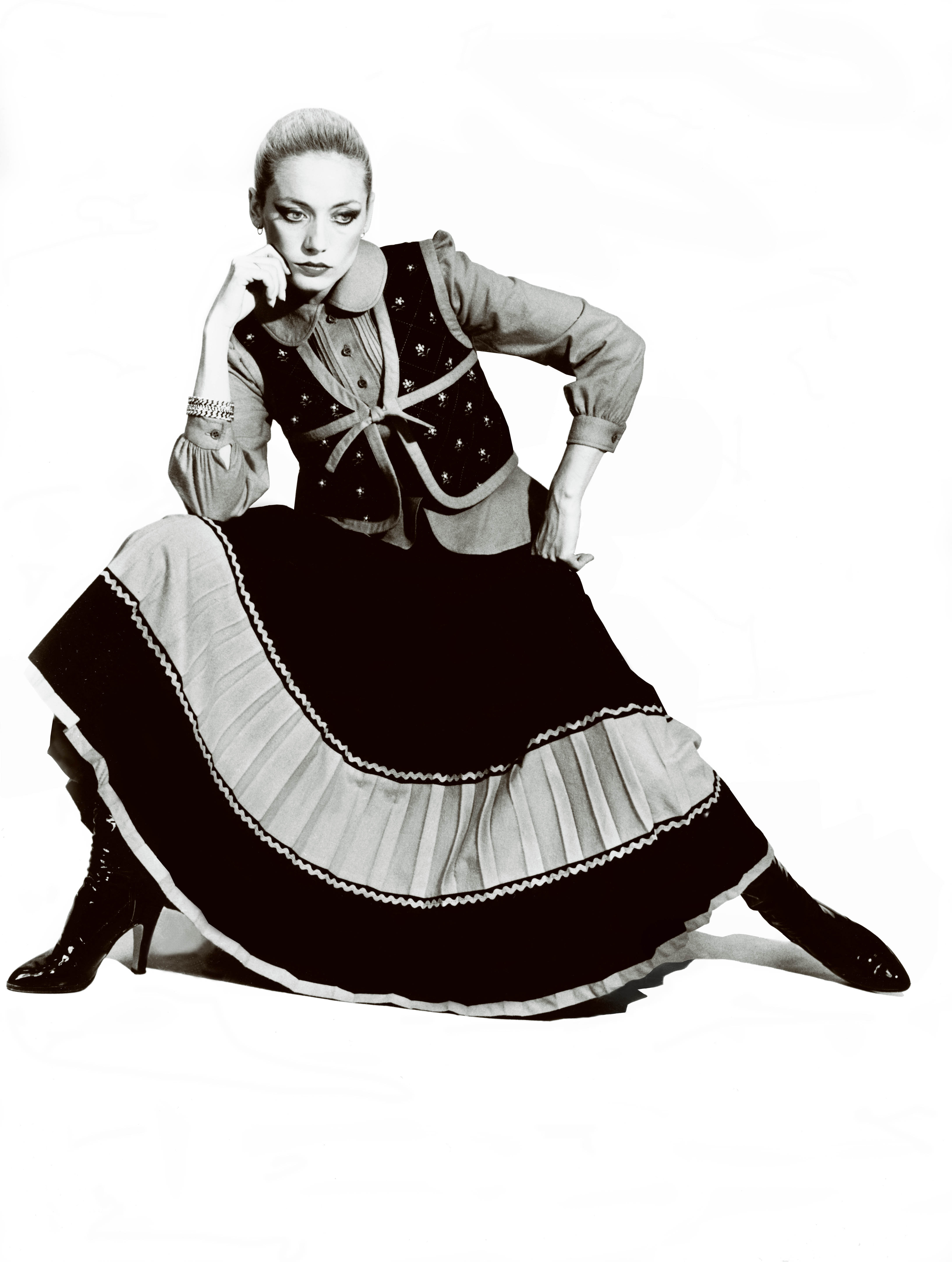
Schmidt Bea, asi 1980
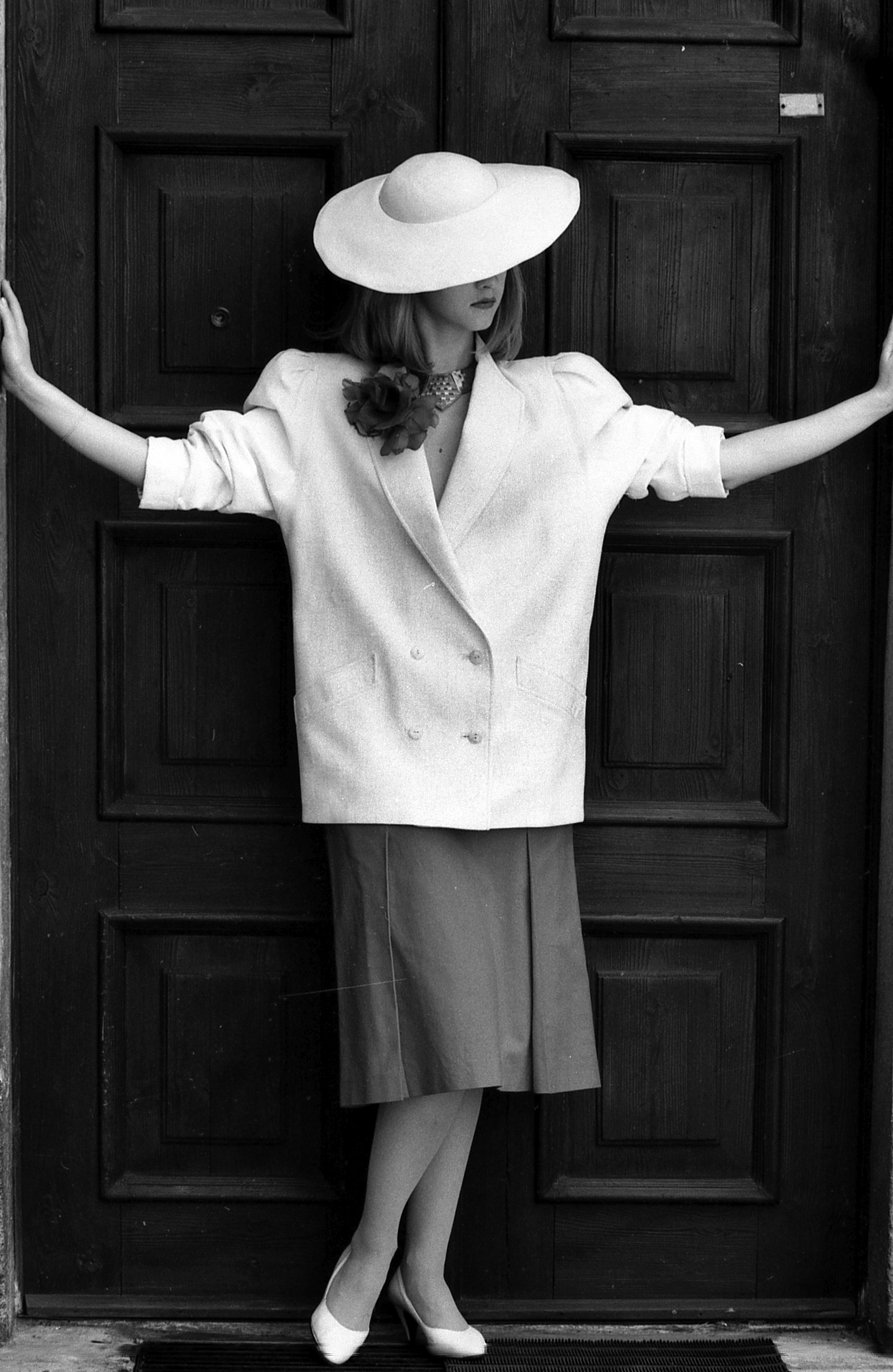
Török Magdi
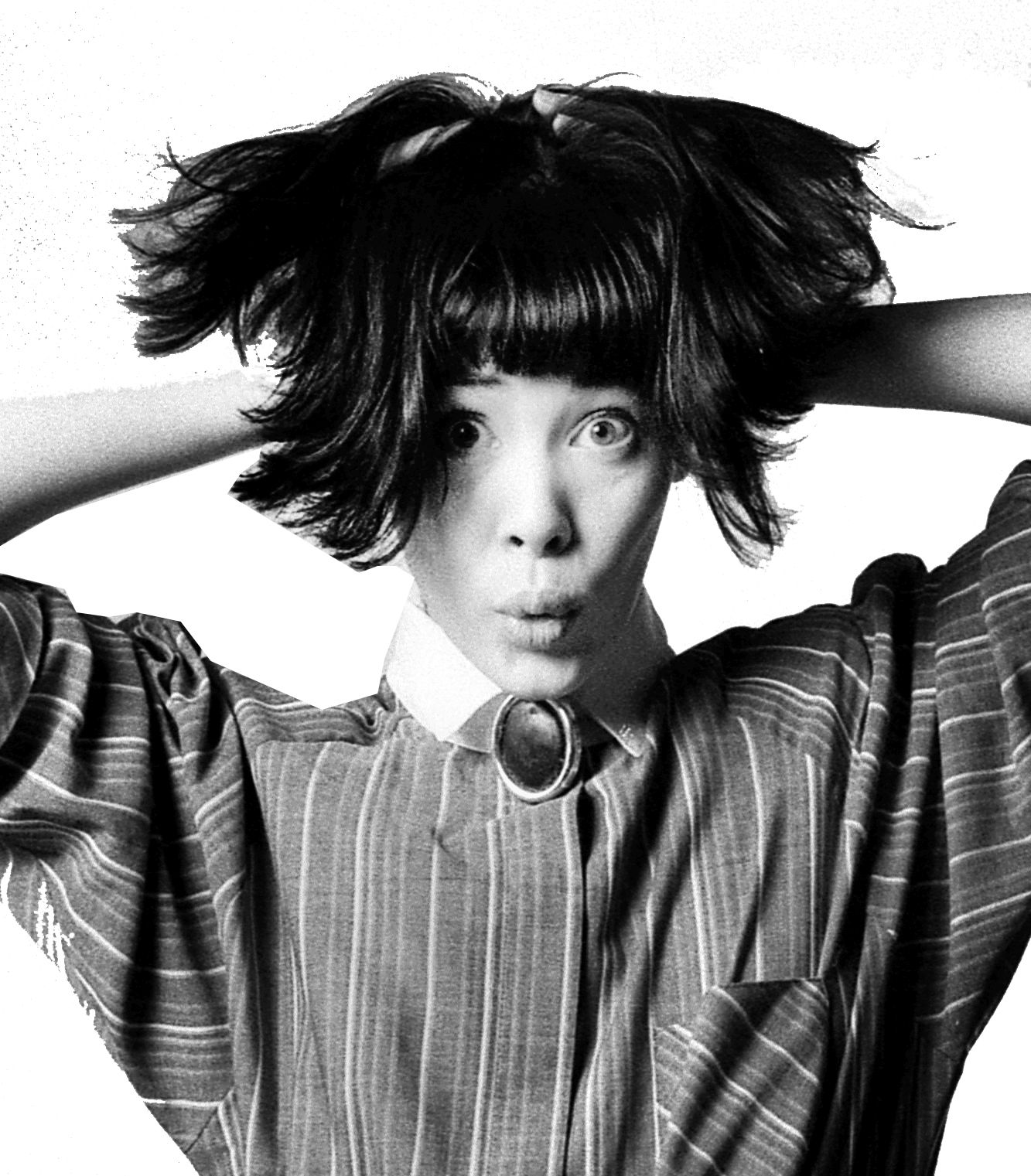
Charlotte Clavier
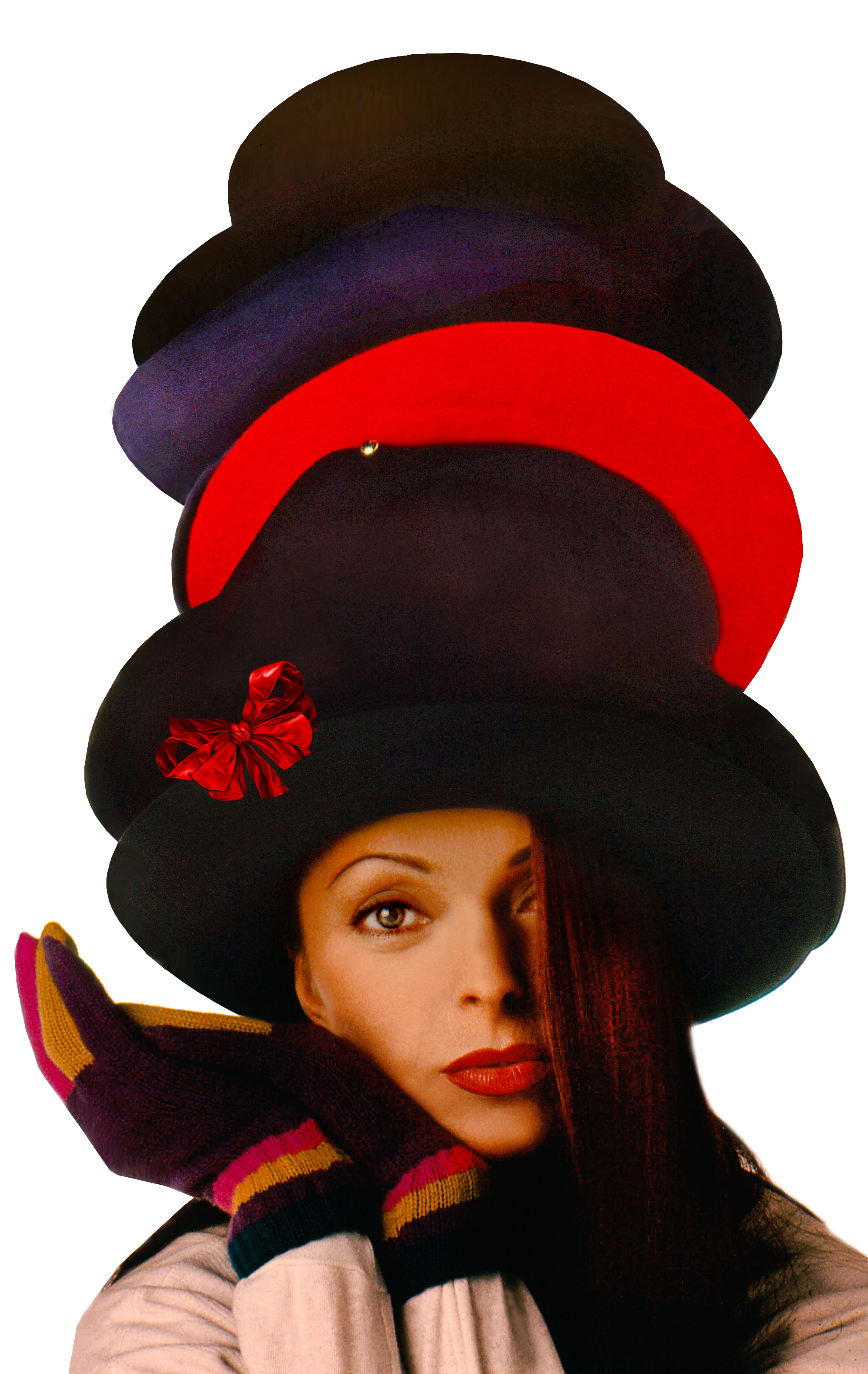
Mari Háfra
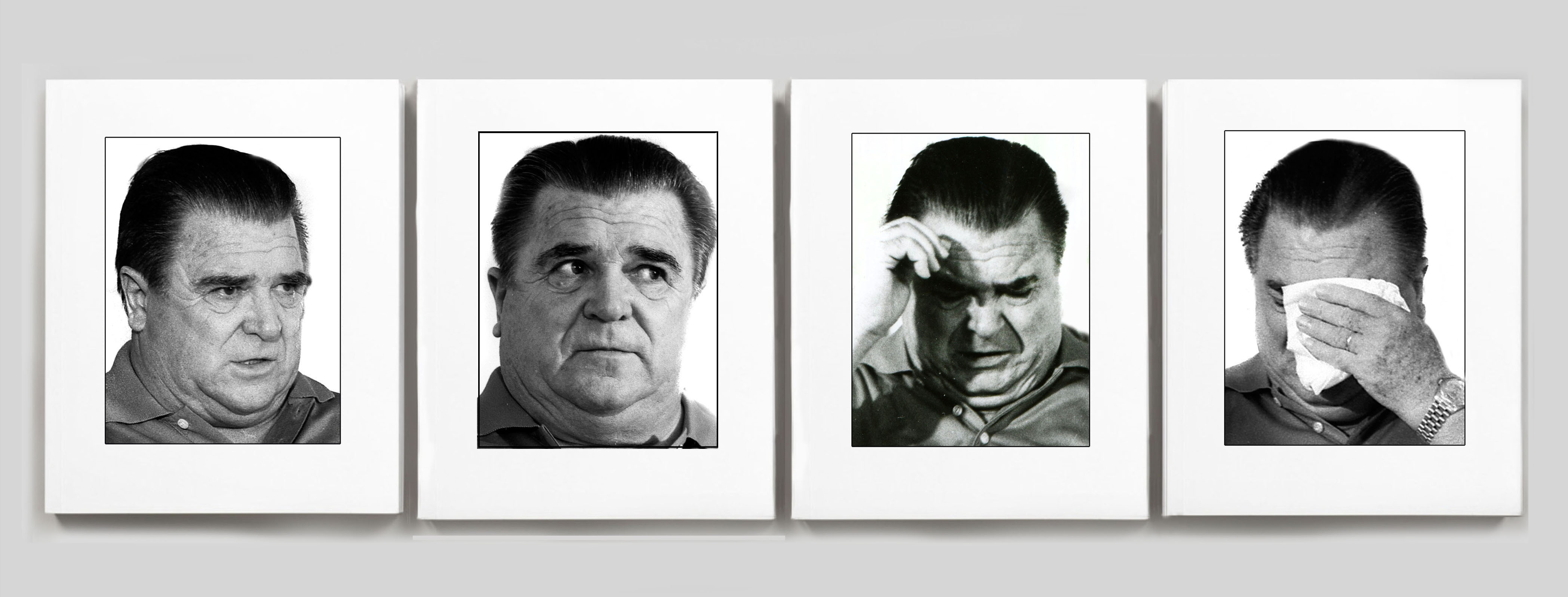
Ferenc Puskás
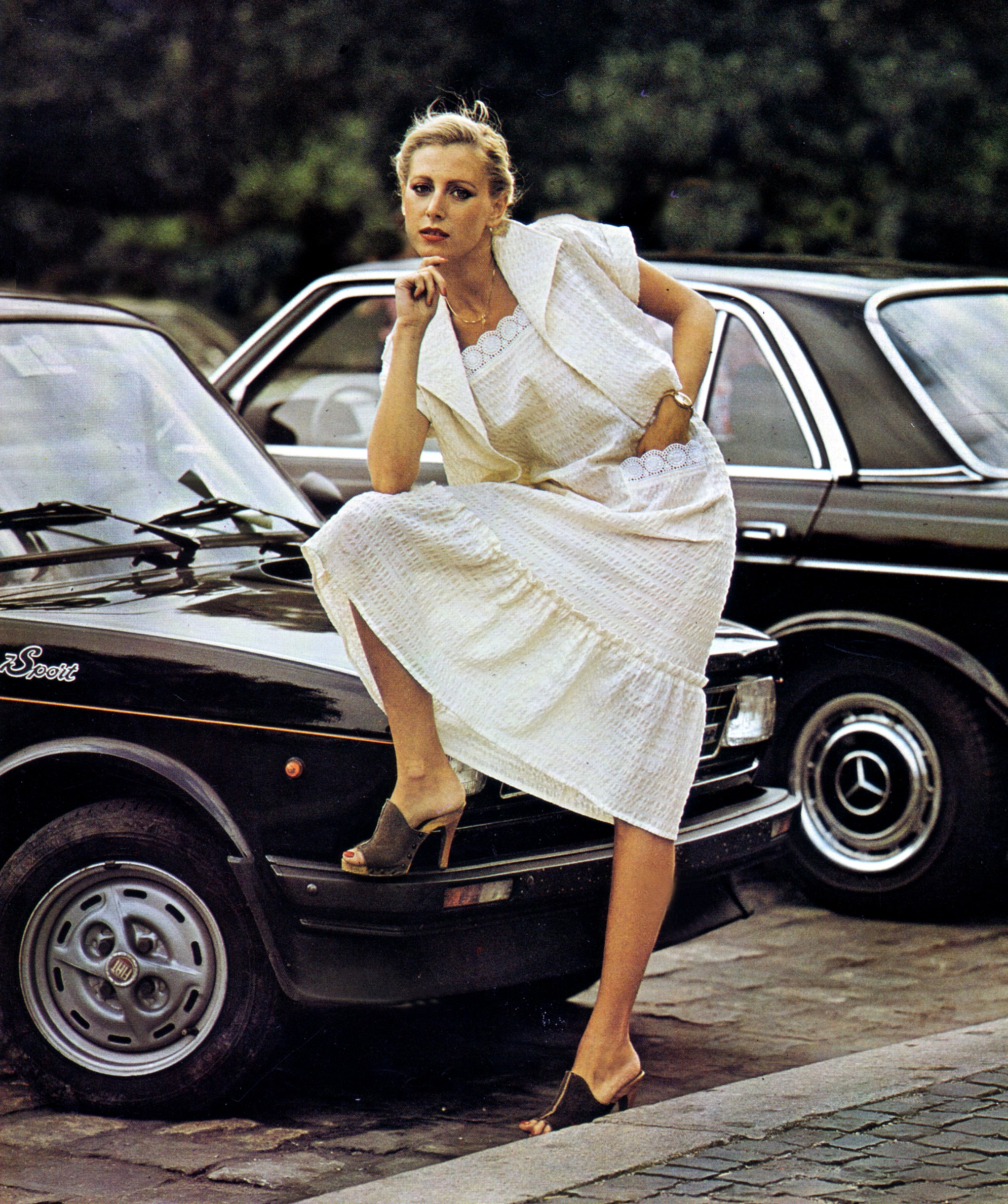
Vali Badonyi
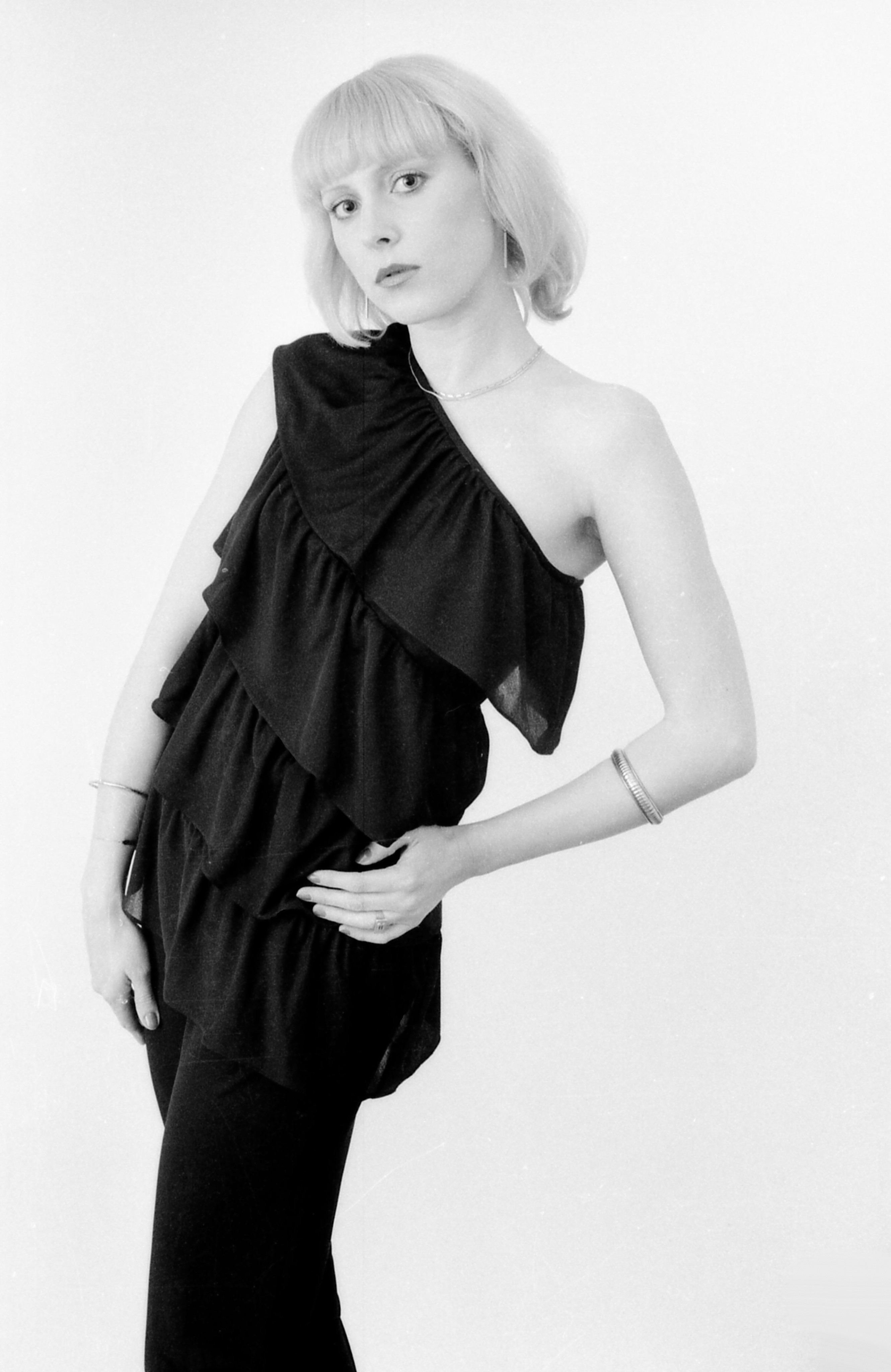
Vali Badonyi
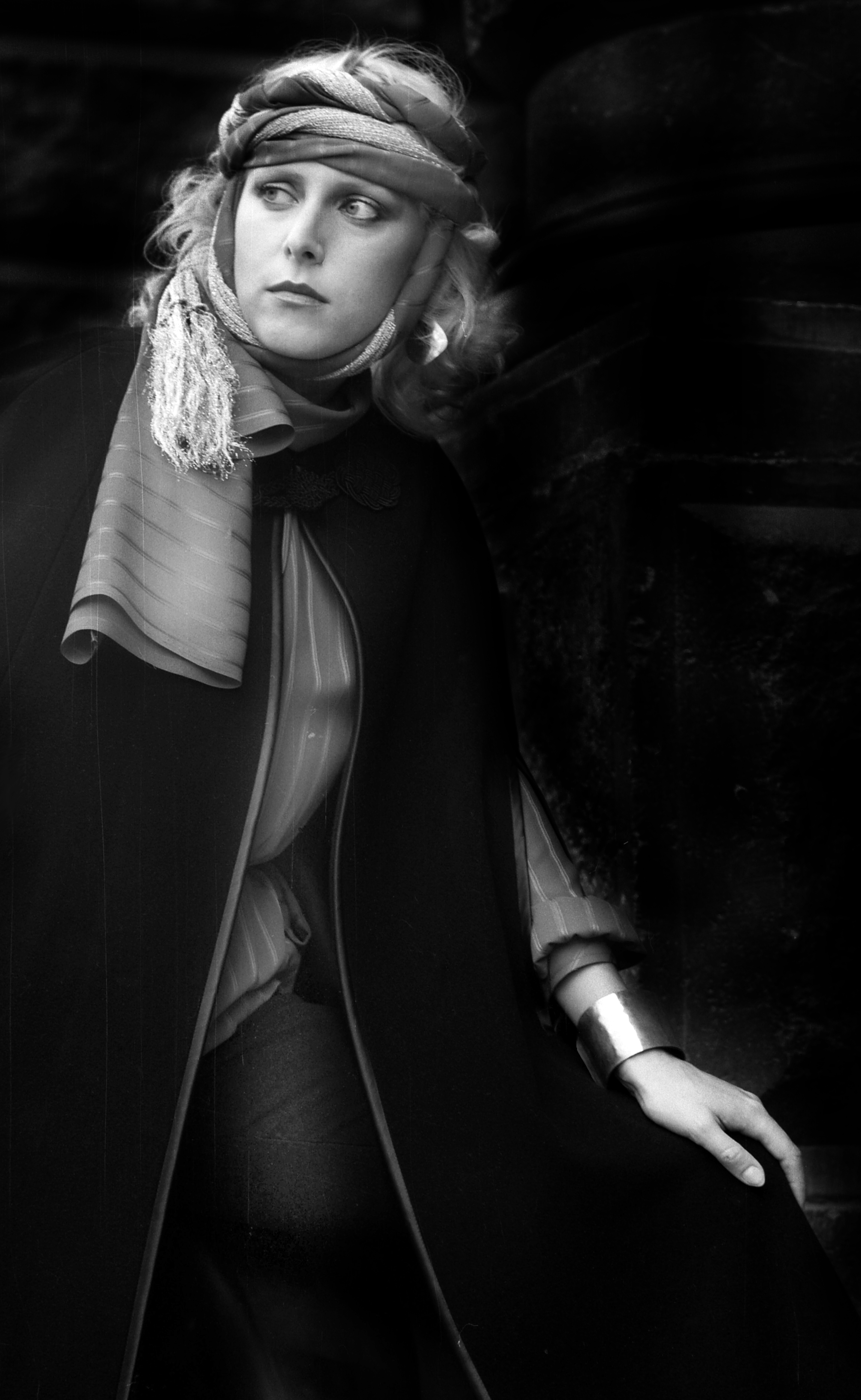
Vali Badonyi
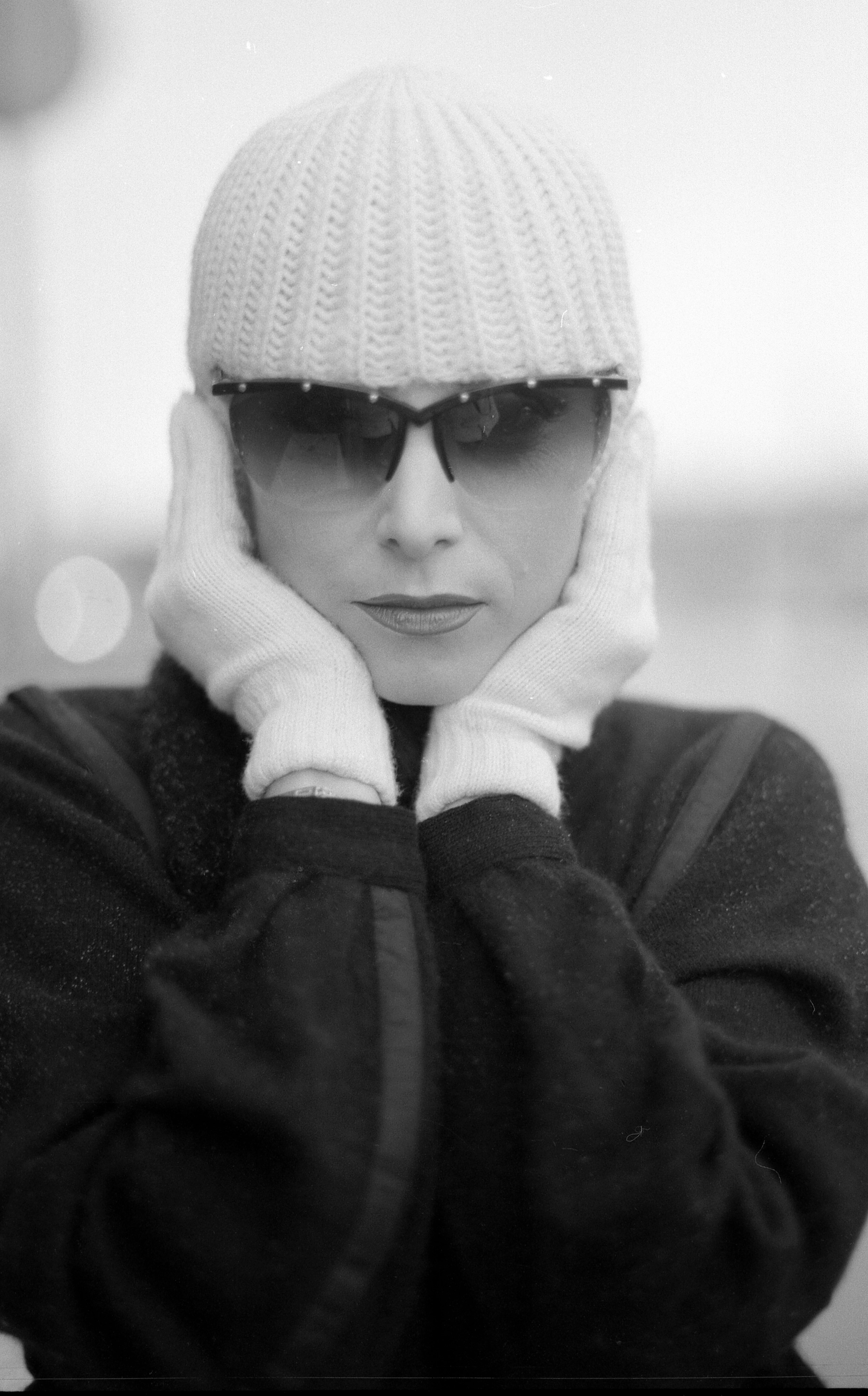
Vali Badonyi
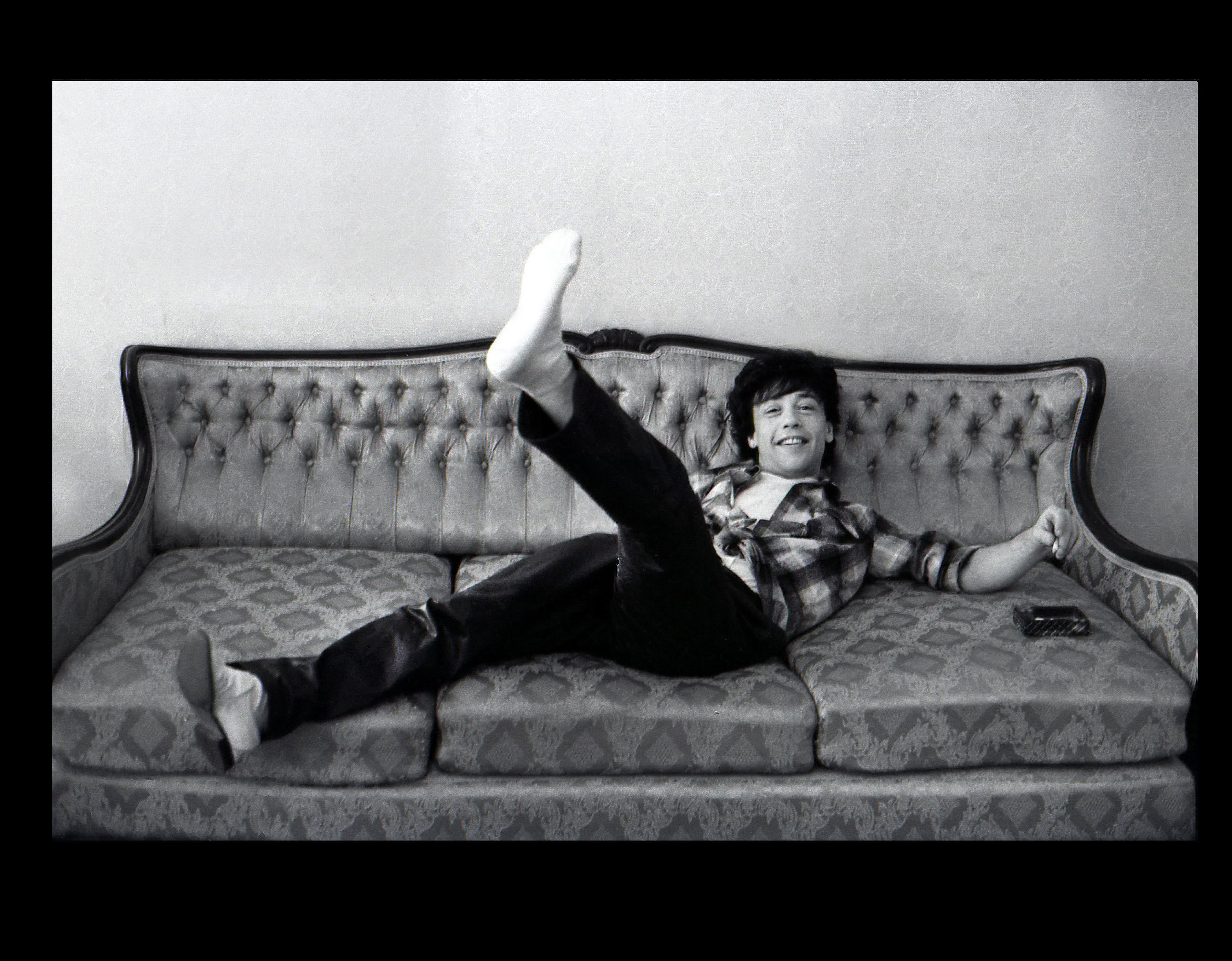
Fenyő Miklós otthon
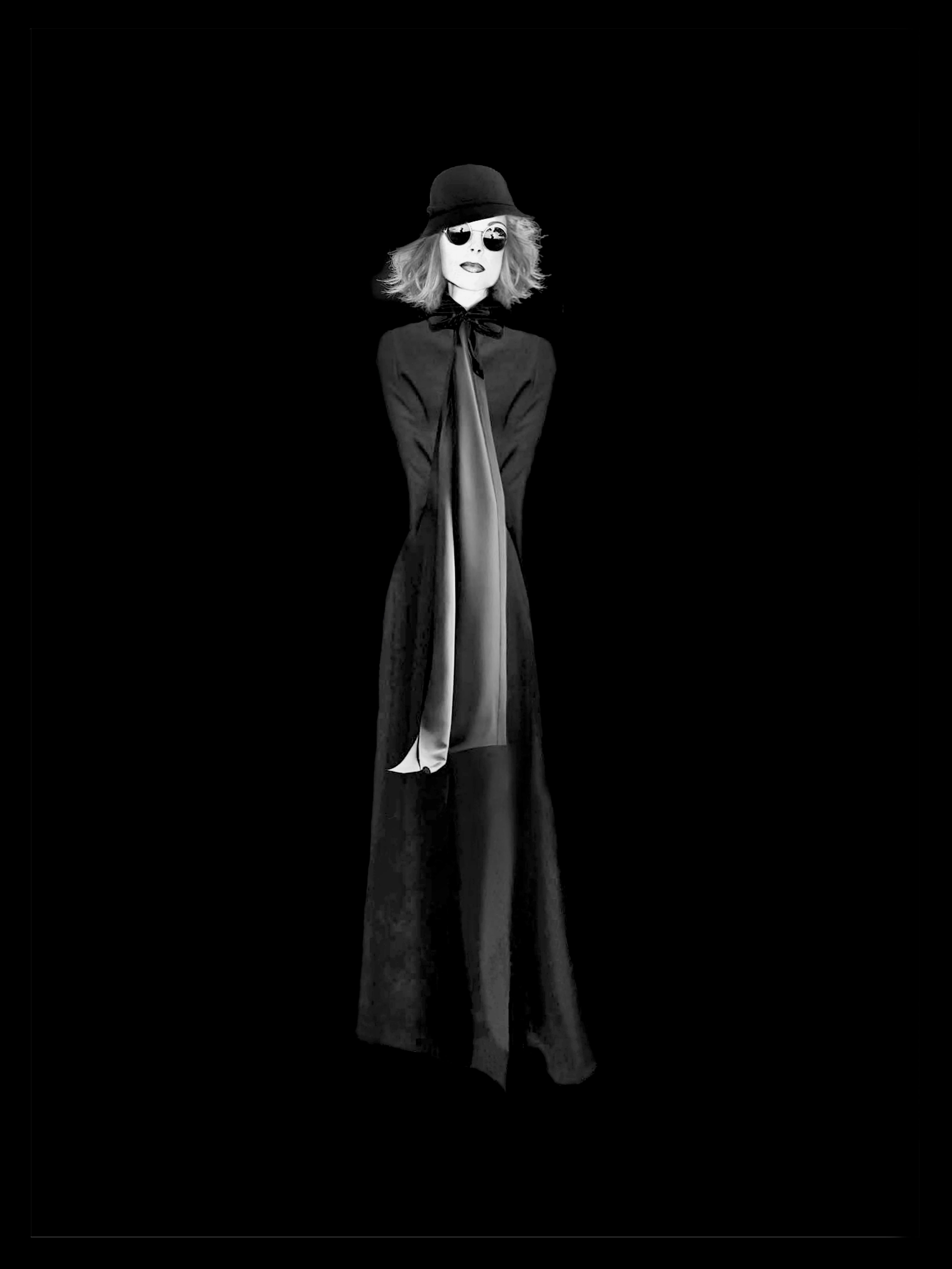
Nevelőnő
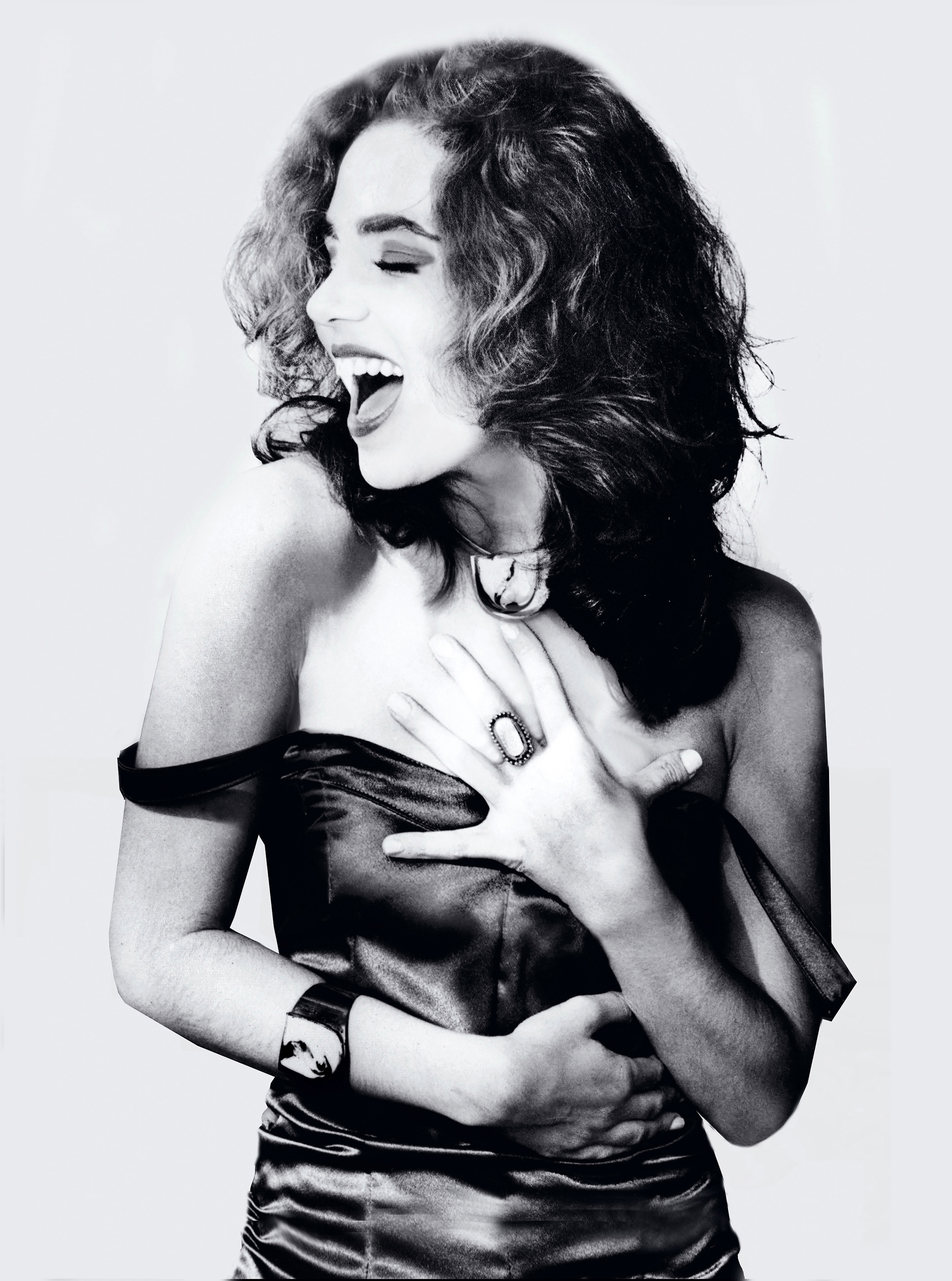
Németh Borbála
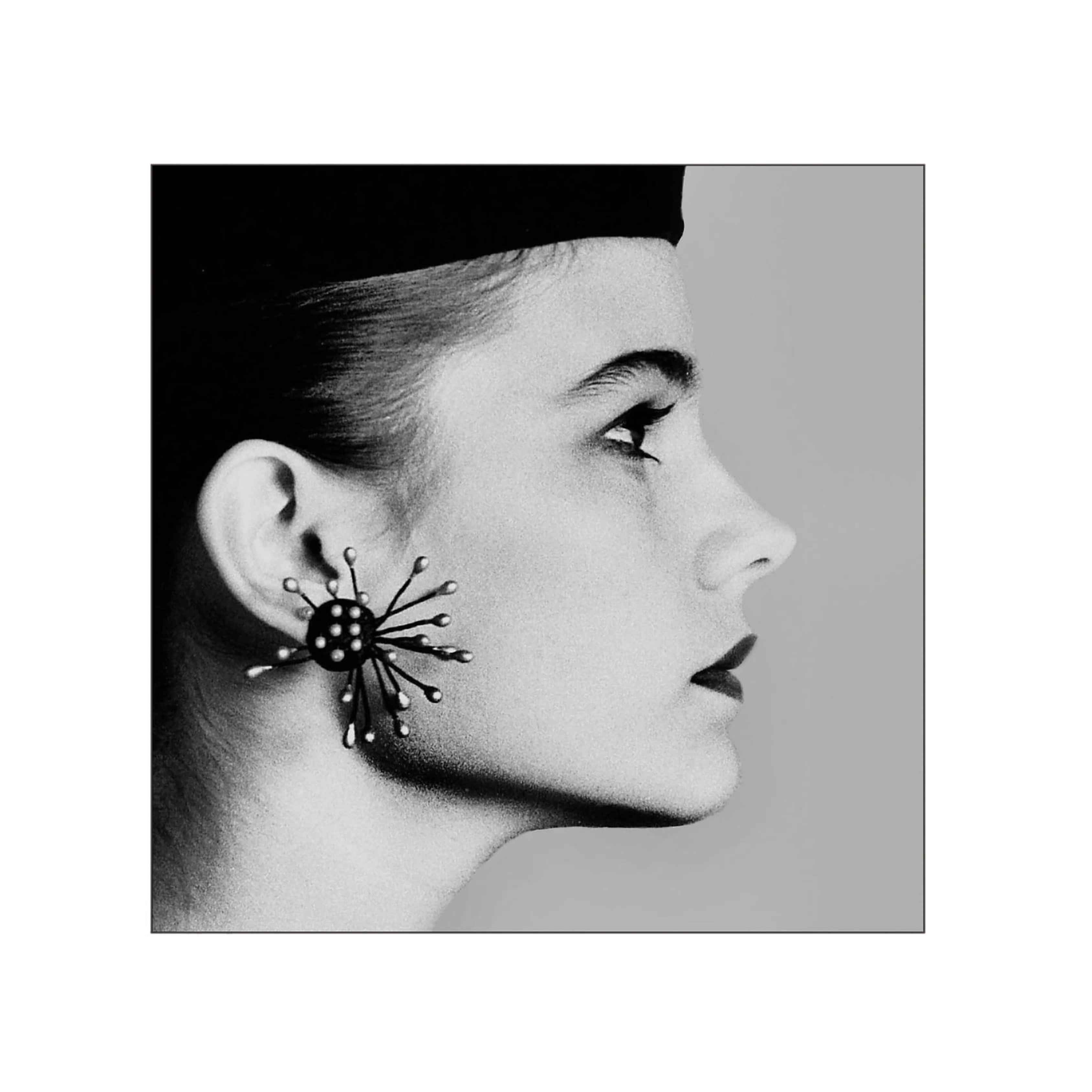
Renáta Rajcs
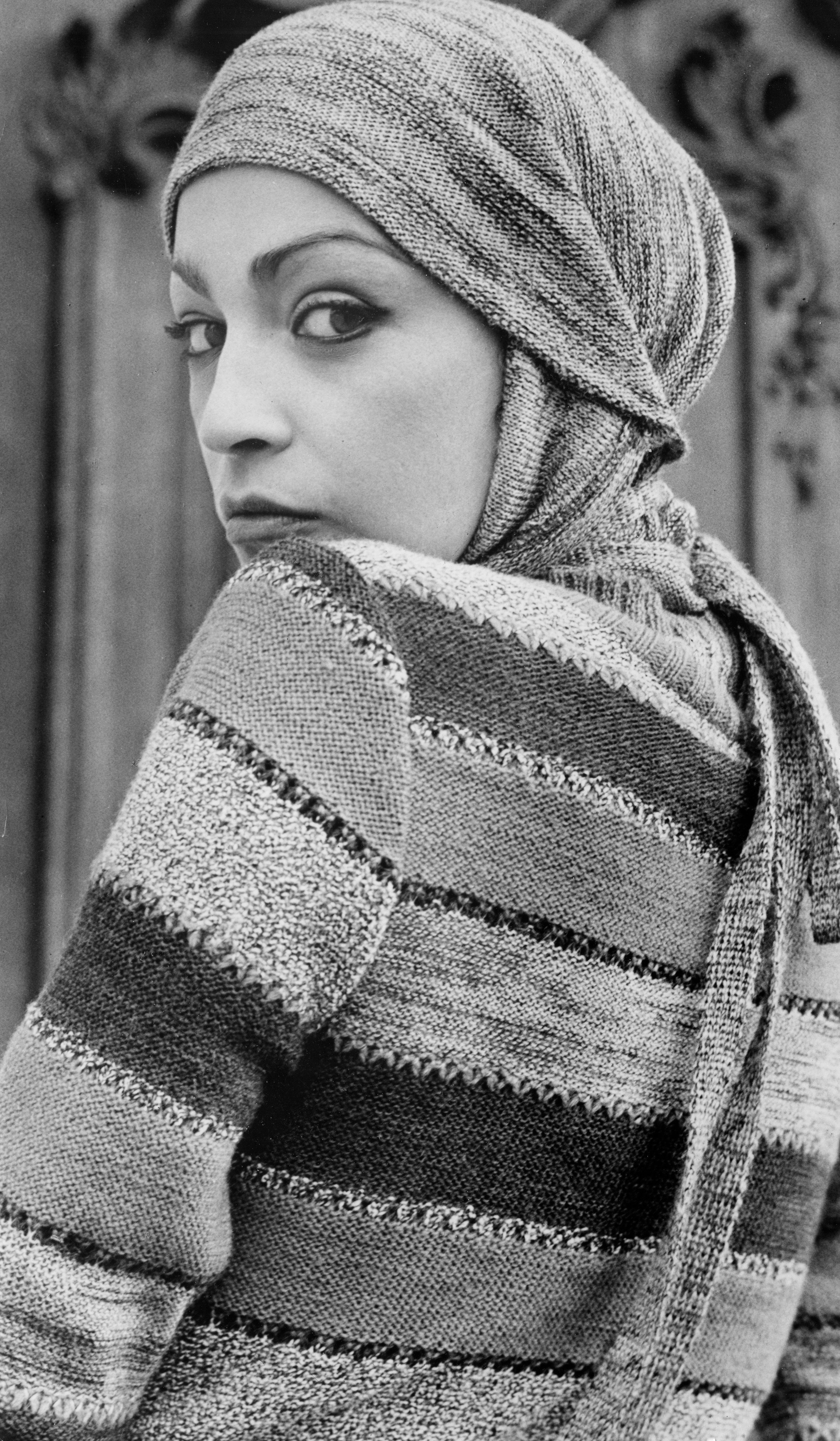
Anna Safranek